# Rhoenanthus magnificus
Rhoenanthus magnificus is een haft uit de familie Potamanthidae. De wetenschappelijke naam van de soort is voor het eerst geldig gepubliceerd in 1920 door Ulmer.
De soort komt voor in het Oriëntaals gebied.